# 박경태 (축구 선수)
박경태(한국 한자: 朴京兌, 1985년 2월 2일 ~ )는 대한민국의 전 축구 선수이며, 포지션은 수비수였다.